# Salita della Scanuppia

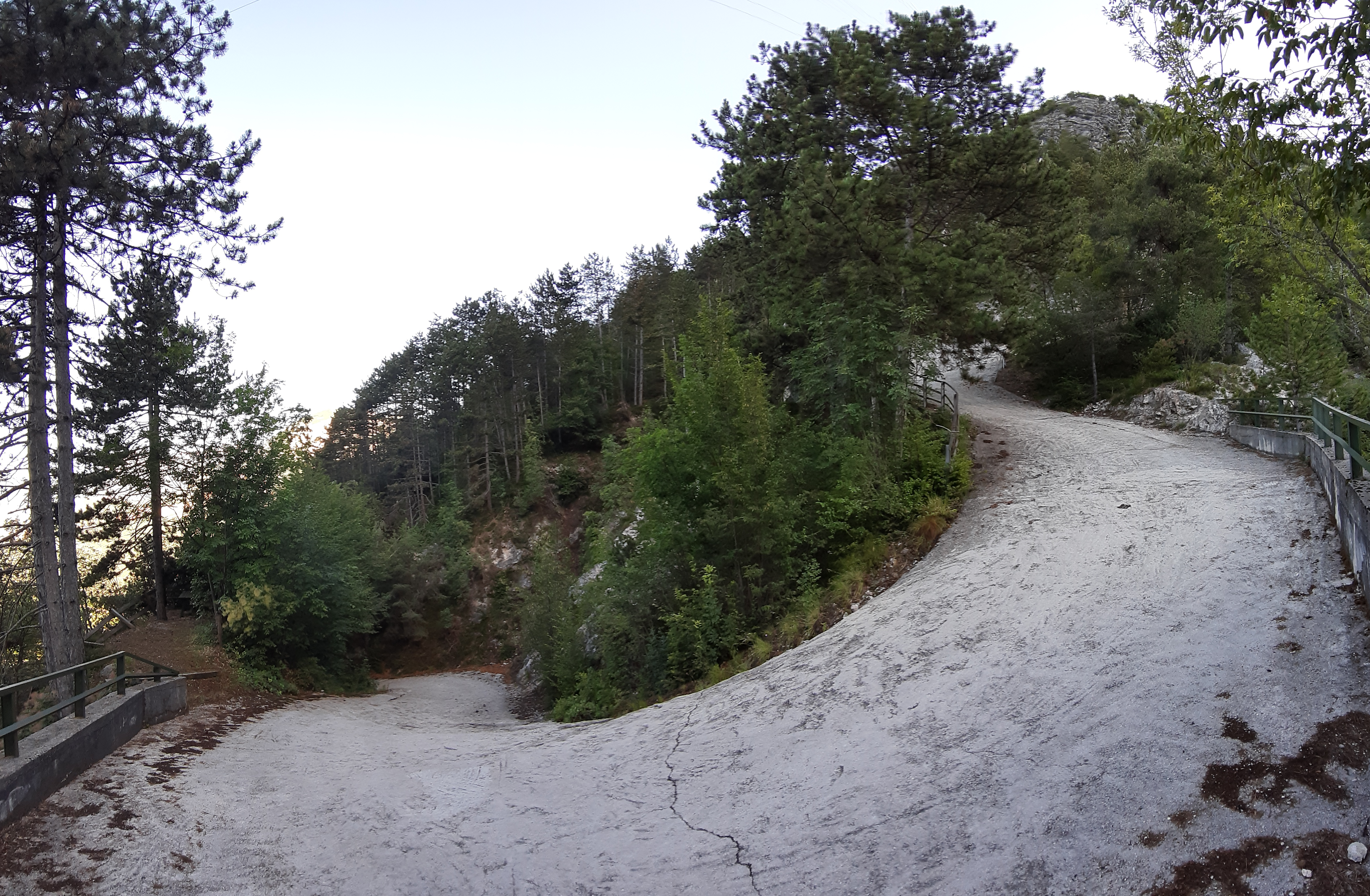
Panoramica di un tratto della salita Scanuppia

La salita della Scanuppia, detta anche Scanuppia-malga Palazzo, è una salita cementata, nota per la sua estrema ripidezza.
Si trova in Trentino, lungo la valle dell'Adige, a metà tra le uscite autostradali di Rovereto Nord e Trento, a 198 m s.l.m., nella Riserva naturale guidata della Scanuppia: essa collega Besenello alla sovrastante malga Palazzo.

## Descrizione

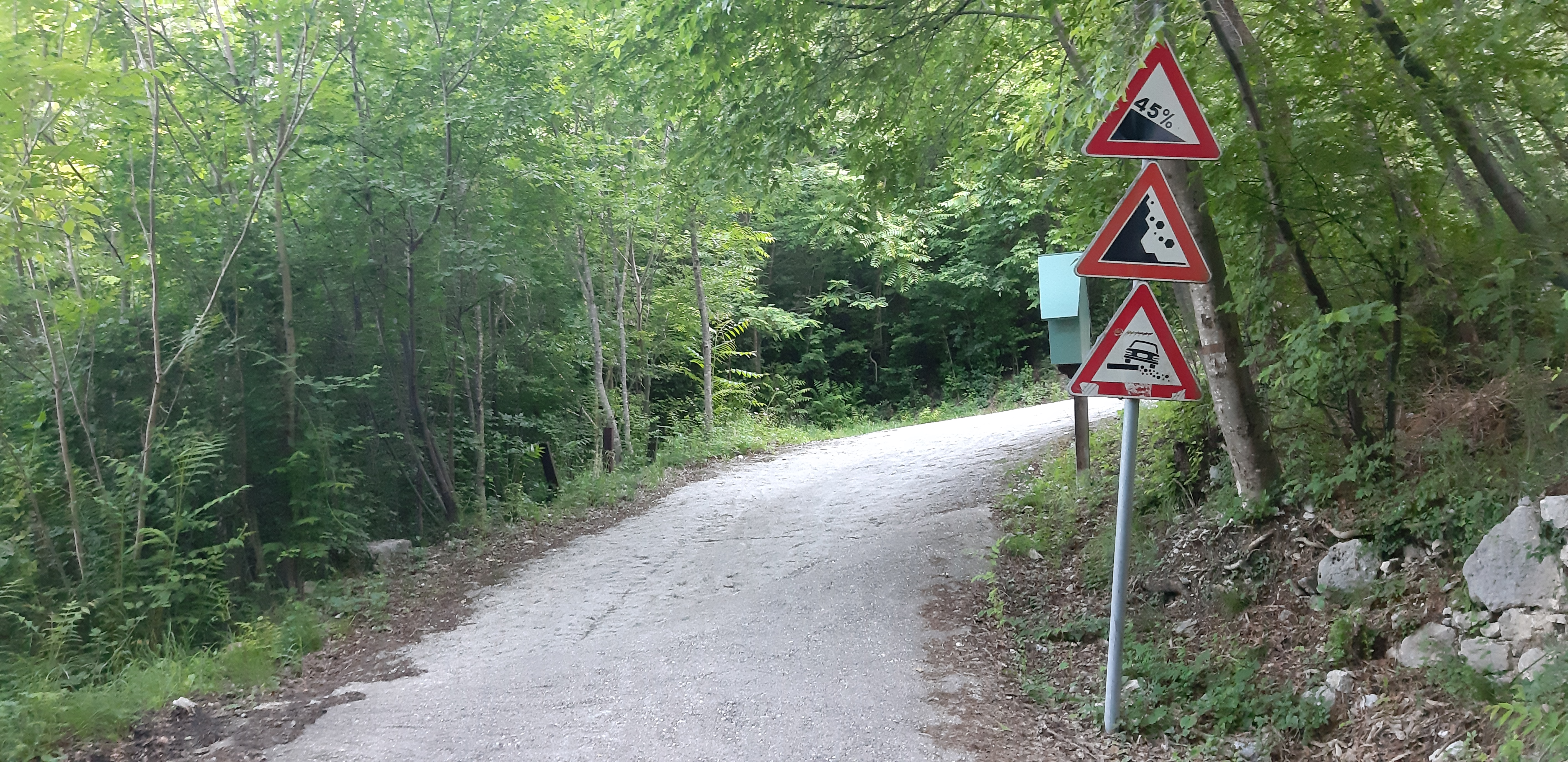
Il cartello che indica la pendenza del 45%.

La salita è lunga complessivamente 7,5 chilometri, con una pendenza media del 17,6% e una massima del 45%.
La salita non ha mai ospitato corse agonistiche perché la strada attualmente non lo consente.
È raggiunta nel periodo estivo da molti biker e cicloamatori che si cimentano nella sfida della scalata. Dopo un chilometro è possibile ammirare il celebre cartello stradale che segnala una pendenza del 45%, riferito solo al tratto interno di uno stretto tornante che si trova lungo la salita, ma che rende bene l'idea della difficoltà dell'ascesa.
Il tratto più impegnativo è costituito dai successivi 2 chilometri; passata la località "Signore Dio" le pendenze diminuiscono, ma rimangono per diversi tratti al di sopra del 20%, lasciando poco spazio per riprendere fiato. 
Rimangono al termine dell'ascesa altri 4,5 chilometri impegnativi tra boschi e radure. 
La salita termina quando, a 1515 m s.l.m., la strada cementata lascia posto ad una strada forestale che si addentra nell'altopiano della Scanuppia, che è severamente vietato attraversare se non muniti del permesso della provincia, a piedi o in macchina/trattore.

## Nella cultura di massa
Il 25 aprile 2010 si è svolto lo "Scanuppia Day", presentato ufficialmente il 13 febbraio dal comune di Besenello, un raduno non competitivo riservato alle sole mountain-bike: dato che parteciparono solo una cinquantina di ciclisti, l'evento è stato considerato un insuccesso dall'amministrazione del comune di Besenello che ha deciso di non ripeterlo gli anni successivi.